# 春雷ステークス
春雷ステークス(しゅんらいステークス)は日本中央競馬会(JRA)が中山競馬場の芝1200mで施行する中央競馬のリステッド競走。名前の由来は、春の初め頃に鳴り響く雷の春雷から来ている。

## 概要
2008年に中山競馬場芝1200mの4歳以上のオープン特別として第1回が施行された。施行距離は現在まで変わらず芝1200mで施行されている。
2011年は東北地方で発生した東日本大震災の影響により中止を余儀なくれた。
2019年にリステッド競走に指定された。
賞金は1着2700万円、2着1100万円、3着680万円、4着410万円、5着270万円となっている。
当レースには後にスプリントG1馬となる馬が3頭おり、2022年のスプリンターズステークス優勝馬ジャンダルム、2024年の高松宮記念優勝馬マッドクール、2025年の高松宮記念優勝馬サトノレーヴがいる。

## 歴史
- 2008年　中山競馬場芝1200mの4歳以上オープン特別として創設。
- 2011年　東日本大震災の影響により開催中止[9][10]。
- 2017年 別定からハンデ戦に変更。
- 2019年 リステッド競走に指定[11][12][13]。
- 2020年　新型コロナウイルス感染症の影響により、観客を入れない「無観客競馬」で施行[14][15]。

## 歴代優勝馬
コース種別を表記していない距離は、芝コースを表す。
| 施行日        | 競馬場                       | 距離                         | 条件                         | 優勝馬                       | 性齢                         | タイム                       | 優勝騎手                     | 管理調教師                   | 馬主                         |
| ------------- | ---------------------------- | ---------------------------- | ---------------------------- | ---------------------------- | ---------------------------- | ---------------------------- | ---------------------------- | ---------------------------- | ---------------------------- |
| 2008年4月13日 | 中山                         | 1200m                        | オープン                     | ウエスタンビーナス           | 牝5                          | 1:10.0                       | 郷原洋司                     | 鈴木康弘                     | 西川賢                       |
| 2009年4月12日 | 中山                         | 1200m                        | オープン                     | アポロフェニックス           | 牡4                          | 1:08.2                       | 柴田善臣                     | 柴崎勇                       | アポロサラブレッドクラブ     |
| 2010年4月11日 | 中山                         | 1200m                        | オープン                     | アポロフェニックス           | 牡5                          | 1:08.7                       | 柴田善臣                     | 柴崎勇                       | アポロサラブレッドクラブ     |
| 2011年        | 東日本大震災の影響により中止 | 東日本大震災の影響により中止 | 東日本大震災の影響により中止 | 東日本大震災の影響により中止 | 東日本大震災の影響により中止 | 東日本大震災の影響により中止 | 東日本大震災の影響により中止 | 東日本大震災の影響により中止 | 東日本大震災の影響により中止 |
| 2012年4月8日  | 中山                         | 1200m                        | オープン                     | エーシンホワイティ           | 牡5                          | 1:08.4                       | 森泰斗                       | 松元茂樹                     | （株）栄進堂                 |
| 2013年4月7日  | 中山                         | 1200m                        | オープン                     | ポアゾンブラック             | 牡4                          | 1:09.8                       | 上村洋行                     | 本田優                       | 村上憲政                     |
| 2014年4月13日 | 中山                         | 1200m                        | オープン                     | アフォード                   | 牡6                          | 1:07.9                       | 中舘英二                     | 北出成人                     | 前田幸治                     |
| 2015年4月12日 | 中山                         | 1200m                        | オープン                     | サカジロロイヤル             | 牡7                          | 1:08.3                       | 国分優作                     | 湯窪幸雄                     | ロイヤルパーク               |
| 2016年4月10日 | 中山                         | 1200m                        | オープン                     | エイシンスパルタン           | 牡5                          | 1:07.6                       | 藤岡佑介                     | 藤岡健一                     | （株）栄進堂                 |
| 2017年4月16日 | 中山                         | 1200m                        | オープン                     | フィドゥーシア               | 牝5                          | 1:07.5                       | 吉田豊                       | 松元茂樹                     | 前田幸治                     |
| 2018年4月8日  | 中山                         | 1200m                        | オープン                     | ペイシャフェリシタ           | 牝5                          | 1:07.4                       | 三浦皇成                     | 高木登                       | 北所直人                     |
| 2019年4月7日  | 中山                         | 1200m                        | リステッド                   | ビップライブリー             | 牡6                          | 1:07.7                       | 松岡正海                     | 清水久詞                     | 鈴木邦英                     |
| 2020年4月12日 | 中山                         | 1200m                        | リステッド                   | ラヴィングアンサー           | 牡6                          | 1:08.3                       | 吉田豊                       | 石坂正                       | 江口雄一郎                   |
| 2021年4月11日 | 中山                         | 1200m                        | リステッド                   | ジャンダルム                 | 牡6                          | 1:07.3                       | 荻野極                       | 池江泰寿                     | 前田幸治                     |
| 2022年4月10日 | 中山                         | 1200m                        | リステッド                   | ヴェントヴォーチェ           | 牡5                          | R1:06.8                      | 西村淳也                     | 牧浦充徳                     | エデンアソシエーション       |
| 2023年4月16日 | 中山                         | 1200m                        | リステッド                   | マッドクール                 | 牡4                          | 1:08.8                       | D.レーン                     | 池添学                       | （有）サンデーレーシング     |
| 2024年4月14日 | 中山                         | 1200m                        | リステッド                   | サトノレーヴ                 | 牡5                          | 1:07.1                       | J.モレイラ                   | 堀宣行                       | 里見治                       |
| 2025年4月13日 | 中山                         | 1200m                        | リステッド                   | ヨシノイースター             | 牡7                          | 1:08.0                       | 内田博幸                     | 中尾秀正                     | 清水義徳                     |